# Котловина

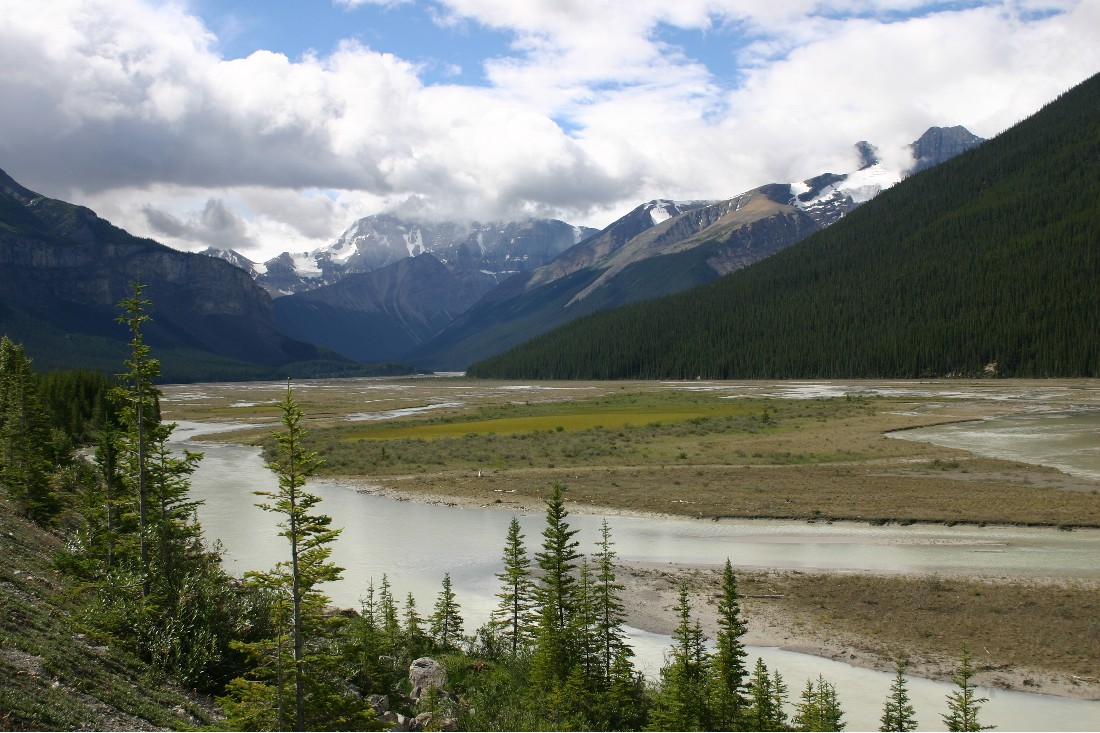
Котловина в Канаде

Котлови́на — отрицательная форма рельефа, понижение в пределах суши, дна океанов или морей, преимущественно округлых очертаний.

## Классификация
По происхождению наземные котловины делятся на тектонические (прогиб земной коры), ледниковые (понижения между моренными холмами), вулканические (кальдеры, кратеры), эрозионные, карстовые, мерзлотные (термокарстовые), эоловые, просадочные (суффозионные) и смешанного происхождения.
Особый тип представляют подводные котловины на дне морей и океанов.